# Netýkavkovité

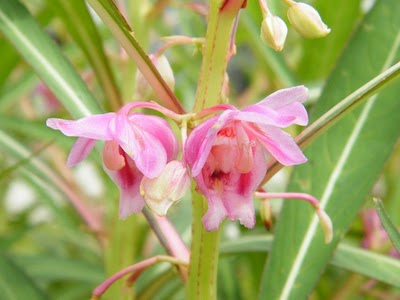
Hydrocera triflora

Netýkavkovité (Balsaminaceae) je čeleď vyšších dvouděložných rostlin z řádu vřesovcotvaré (Ericales). Jsou to jednoleté nebo vytrvalé byliny s jednoduchými listy a charakteristickými ostruhatými květy. Jsou rozšířeny téměř po celém světě mimo Austrálie a Jižní Ameriky, zejména v tropech. V ČR se vyskytují 3 druhy, z nichž jeden (netýkavka nedůtklivá) je původní a dva jsou zdomácnělé. Některé druhy netýkavek jsou pěstovány jako okrasné rostliny.

## Charakteristika
Netýkavkovité jsou jednoleté nebo vytrvalé byliny. Stonek je přímý nebo poléhavý, často dužnatý a průsvitný a kořenující na spodnějších uzlinách. Listy jsou jednoduché, střídavé, vstřícné nebo přeslenité, přisedlé nebo řapíkaté, bez palistů nebo pouze se žlázkami na bázi řapíku. Čepel listů je na okraji zubatá nebo téměř celokrajná, zuby často zakončené žlázkou. Žilnatina je zpeřená.
Květy jsou oboupohlavné, souměrné a otočené o 180°, jednotlivé nebo v úžlabních až skoro vrcholových hroznech či pseudookolících. Kališní lístky jsou 3, řidčeji 5, postranní lístky volné nebo srostlé, spodní lístek zvětšený a petaloidní, nejčastěji přeměněný v dlouhou nektáriovou ostruhu. Koruna je složena z 5 lístků, horní lístek plochý nebo kápovitý, postranní lístky volné nebo částečně srostlé. Tyčinek je 5, s krátkými nitkami a šupinovitým přívěskem, tyčinky jsou částečně nebo zcela srostlé v prstenec obklopující semeník a odpadávají vcelku před dozráním blizny. Semeník je svrchní, srostlý ze 4 nebo 5 plodolistů a se stejným počtem komůrek, s velmi krátkou čnělkou nebo s přisedlou bliznou. V každém plodolistu jsou 2 až mnoho vajíček. Plodem je nepukavá bobule nebo dužnatá a často explozivně se otevírající tobolka.

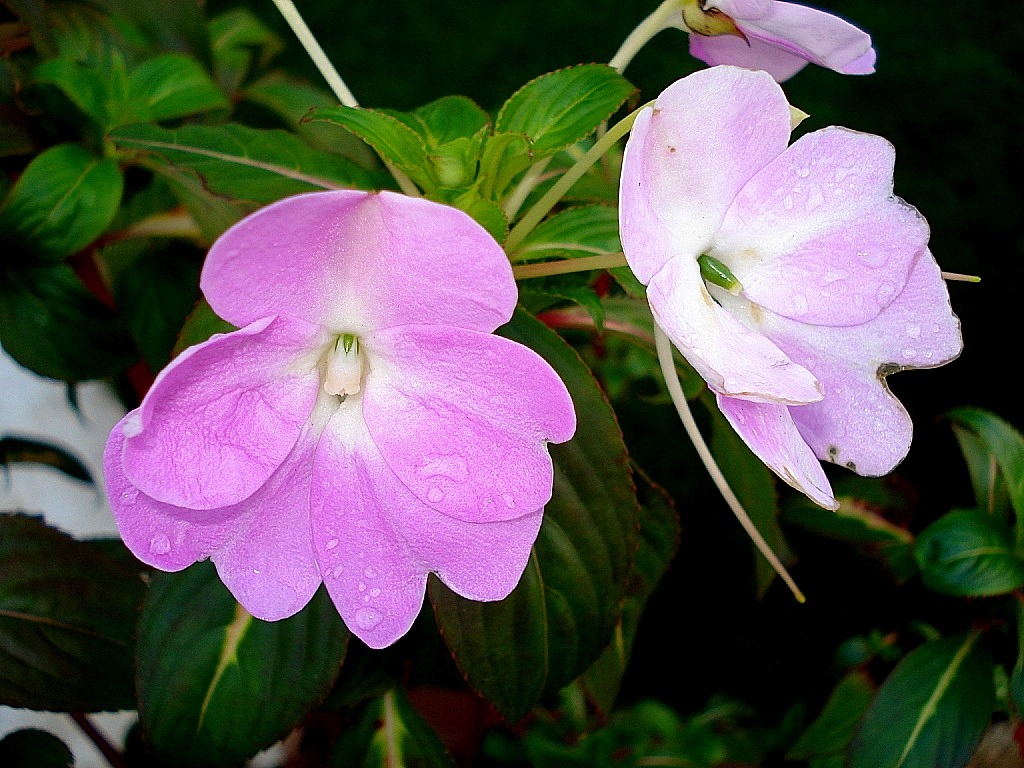
Netýkavka Impatiens hawkeri
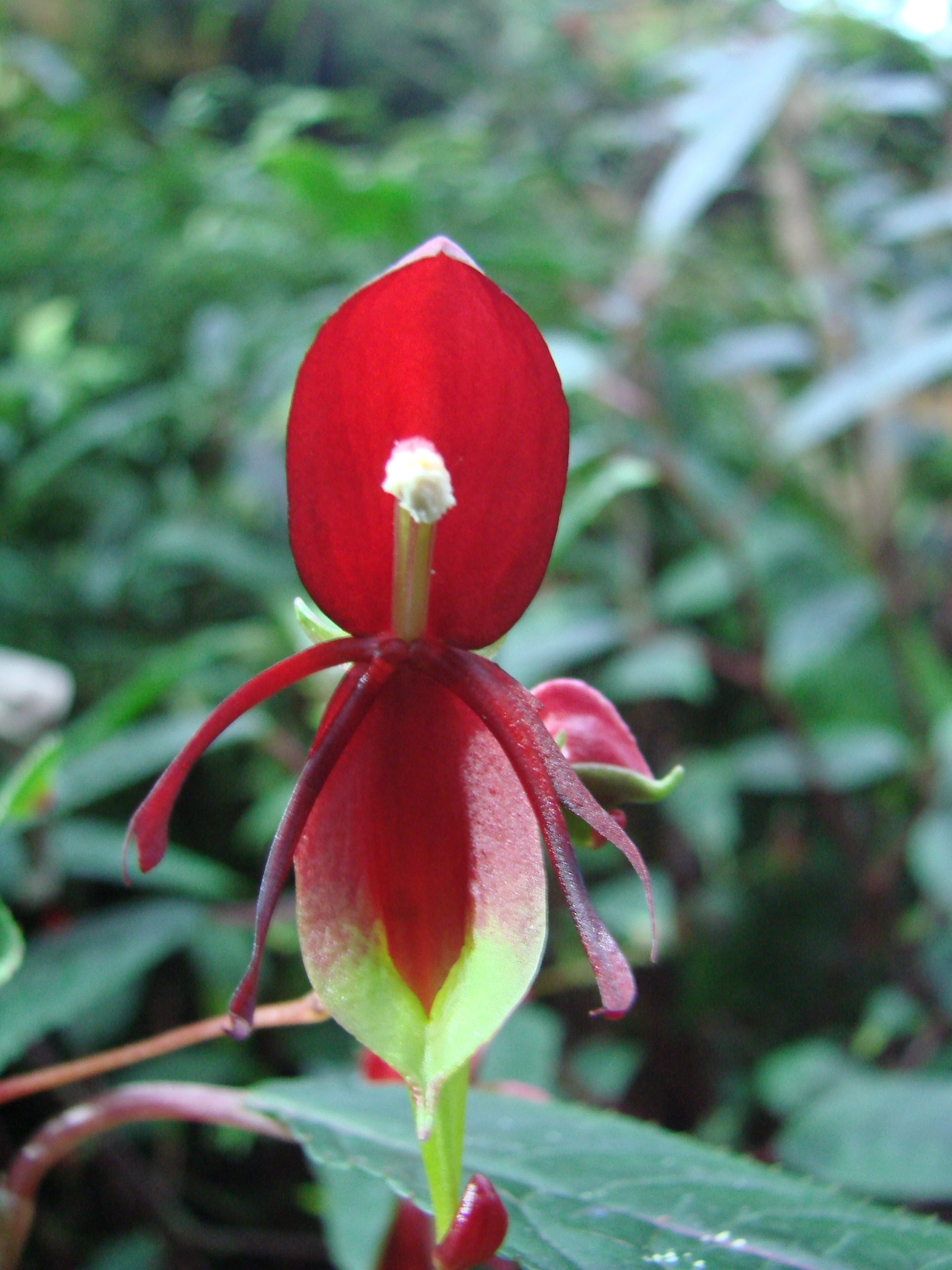
Netýkavka Impatiens hians
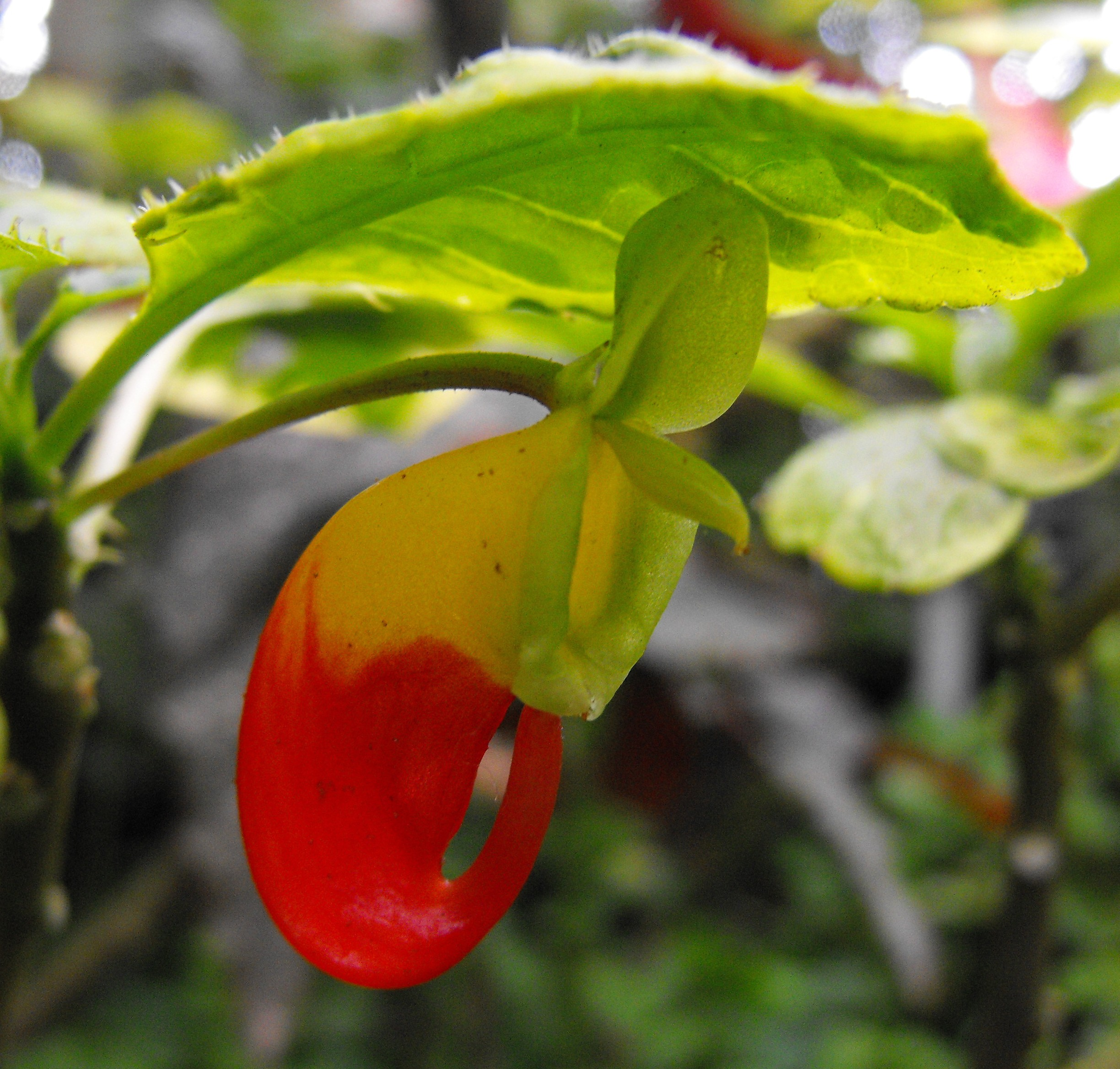
Netýkavka konžská (Impatiens niamniamensis)
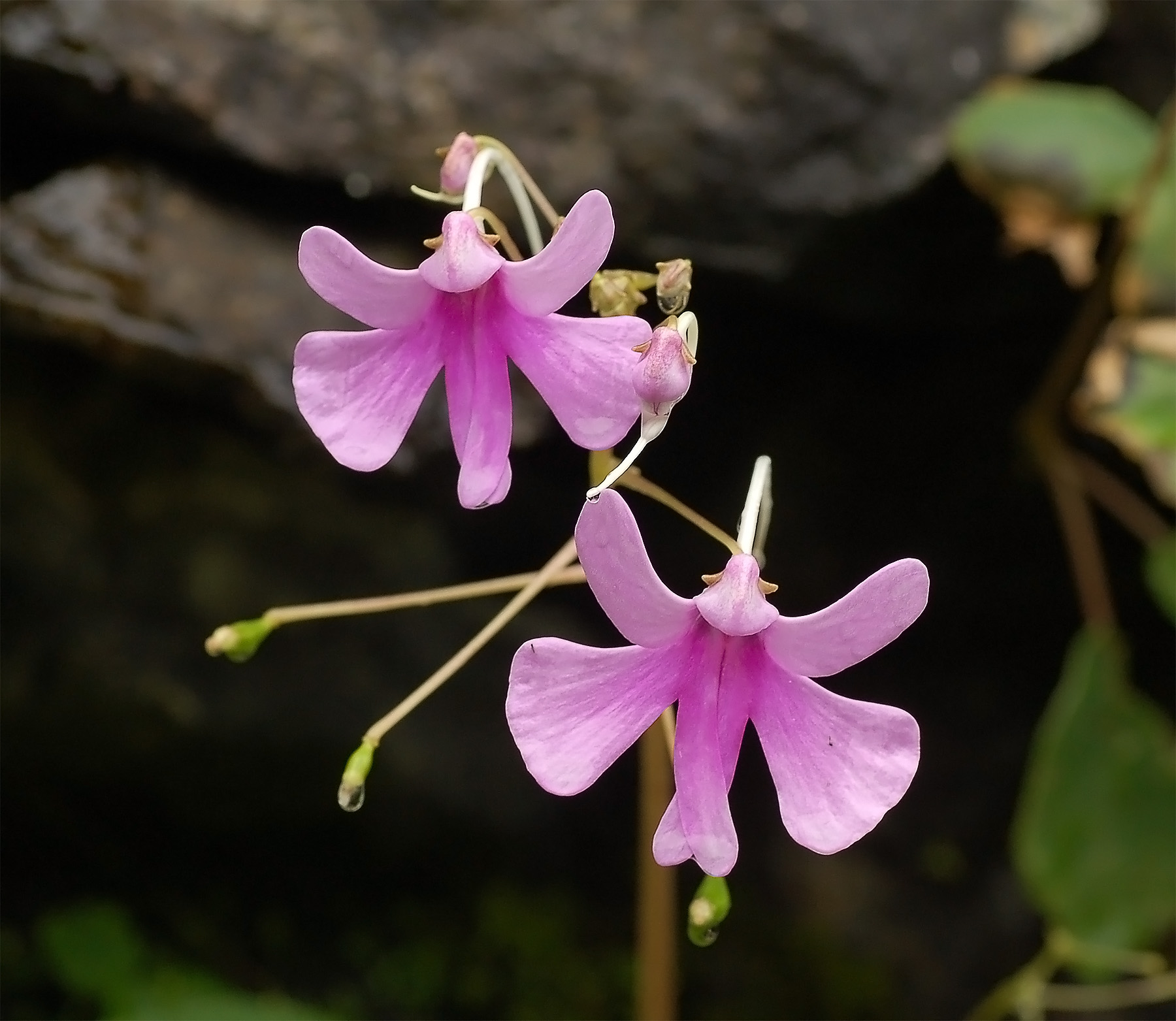
Netýkavka Impatiens scapiflora, Indie

## Rozšíření
Čeleď zahrnuje asi 1000 druhů ve dvou rodech, z nichž jeden je monotypický. Je rozšířena především v tropech Starého světa, zvláště v subsaharské Africe a na Madagaskaru. Dále se vyskytuje v Severní Americe a Asii, 2 druhy rostou ve Střední Americe. V původní květeně v Austrálii a Jižní Americe není zastoupena. V Evropě je původní jediný druh, netýkavka nedůtklivá (Impatiens noli-tangere), další 2 druhy netýkavka malokvětá (I. parviflora) a netýkavka žláznatá (I. glandulifera) jsou invazivní druhy původem z Asie.
Nejvíce druhů roste v tropických a subtropických vlhkých horských lesích.

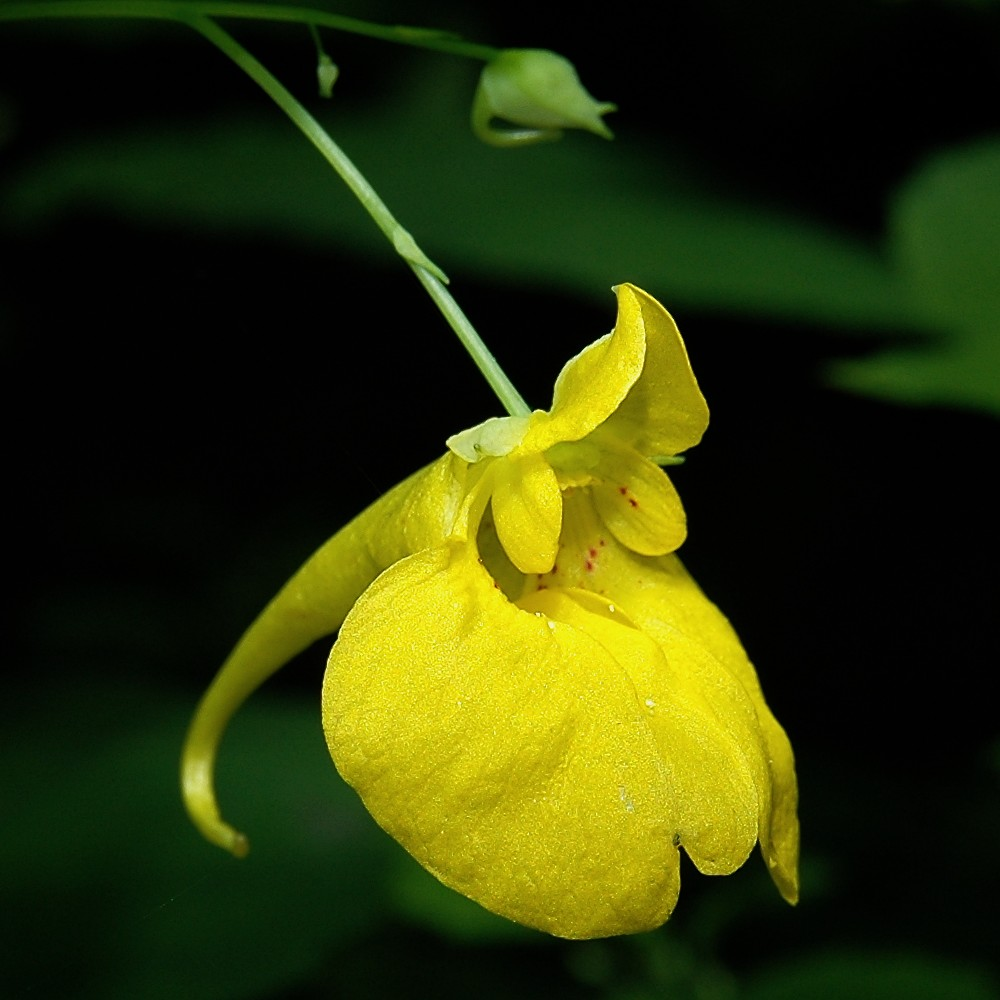
Netýkavka nedůtklivá (Impatiens noli-tangere)
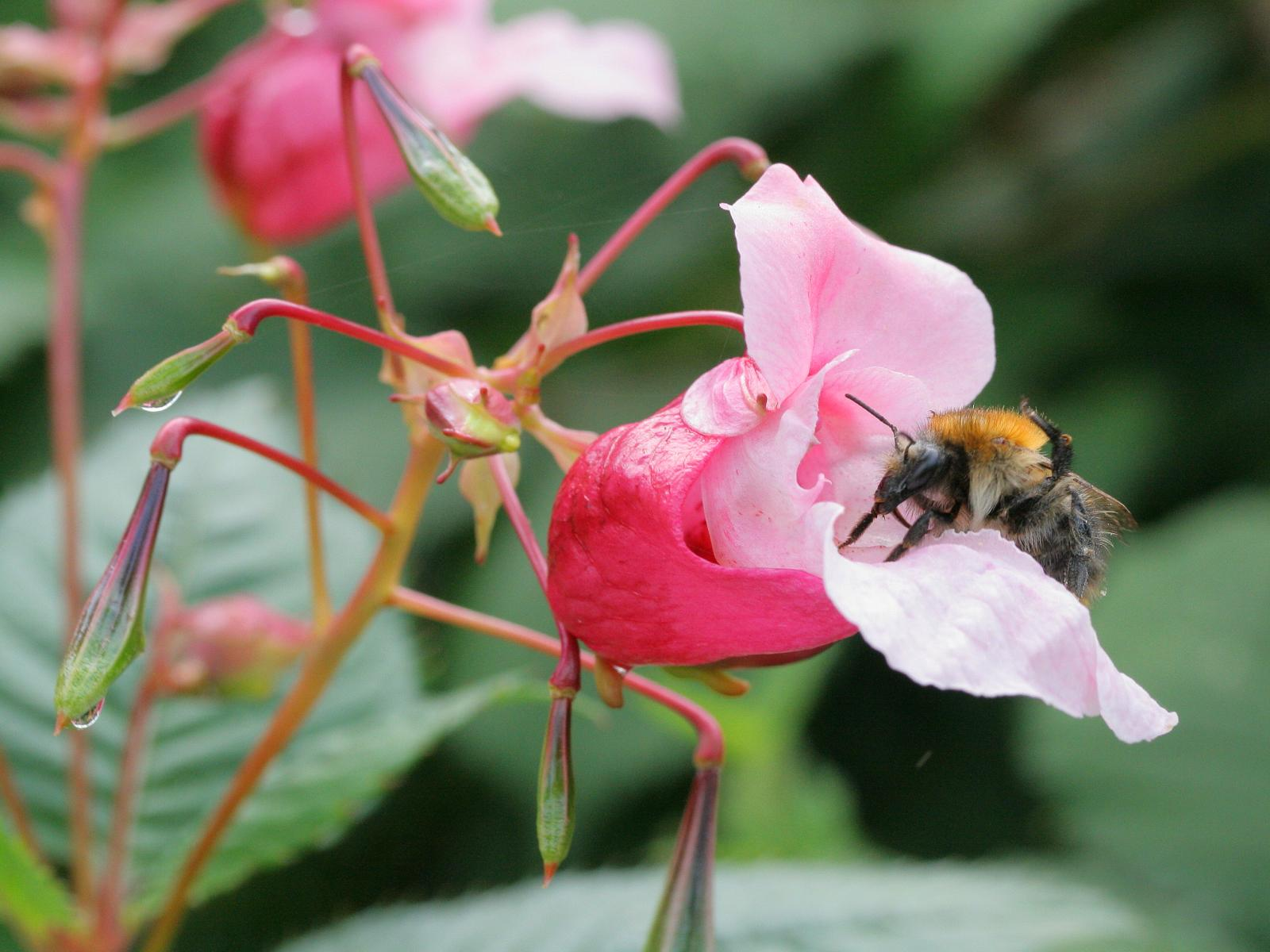
Netýkavka žláznatá (I. glandulifera)
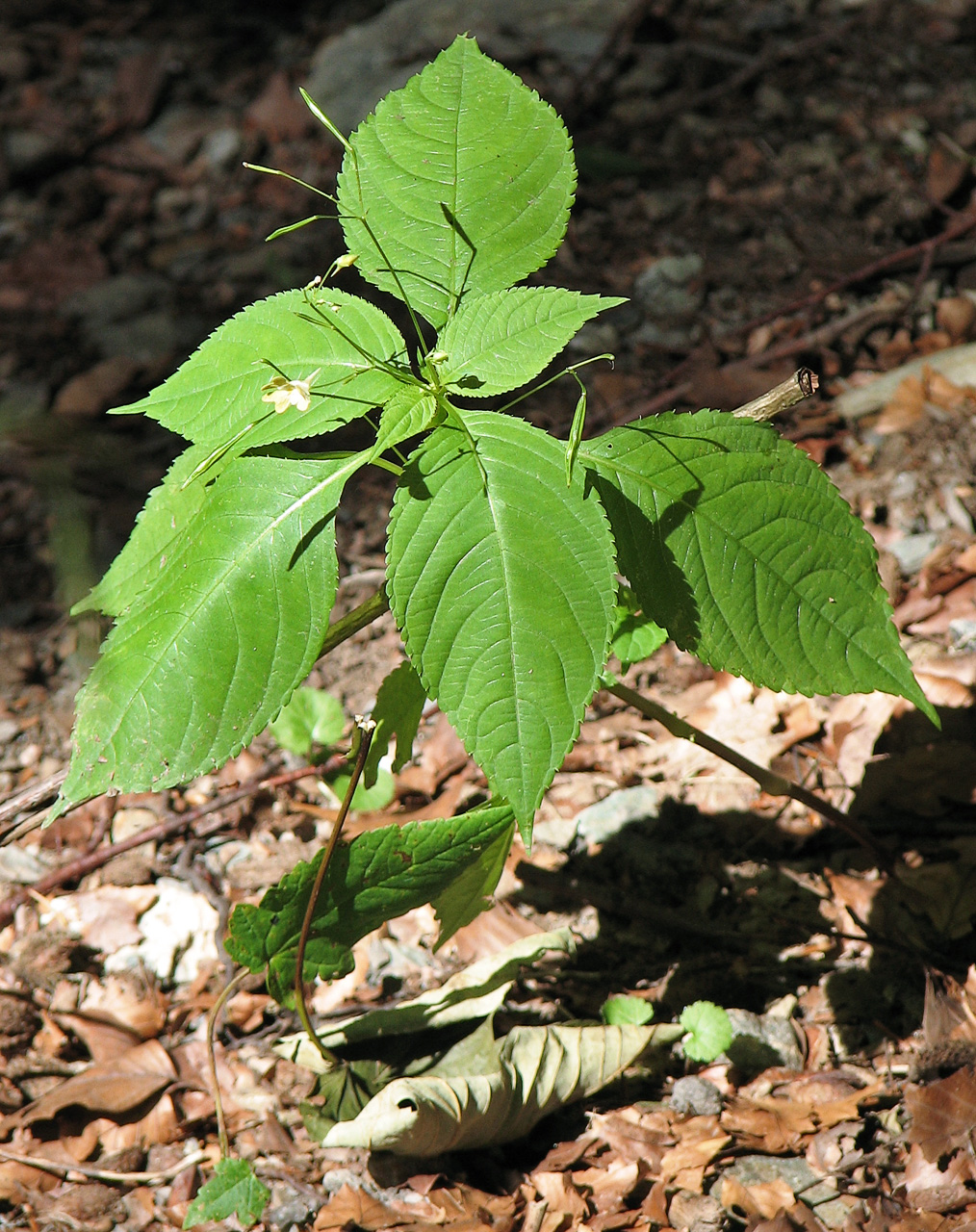
Netýkavka malokvětá (I. parviflora)
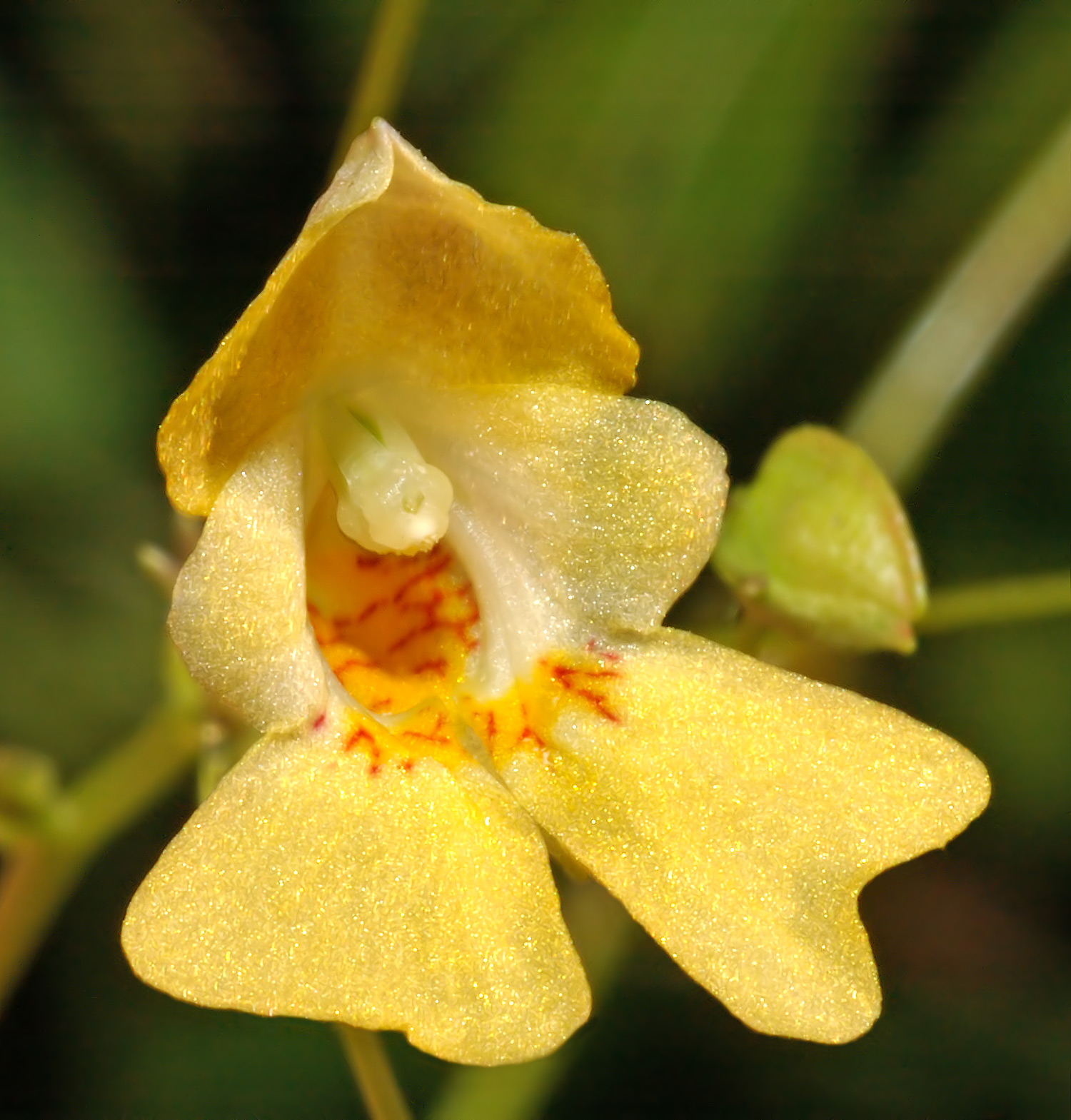
Detail květu netýkavky malokvěté (I. parviflora)

## Taxonomie
Netýkavkovité tvoří monofyletickou skupinu s čeleděmi Marcgraviaceae a Tetrameristaceae.

## Význam

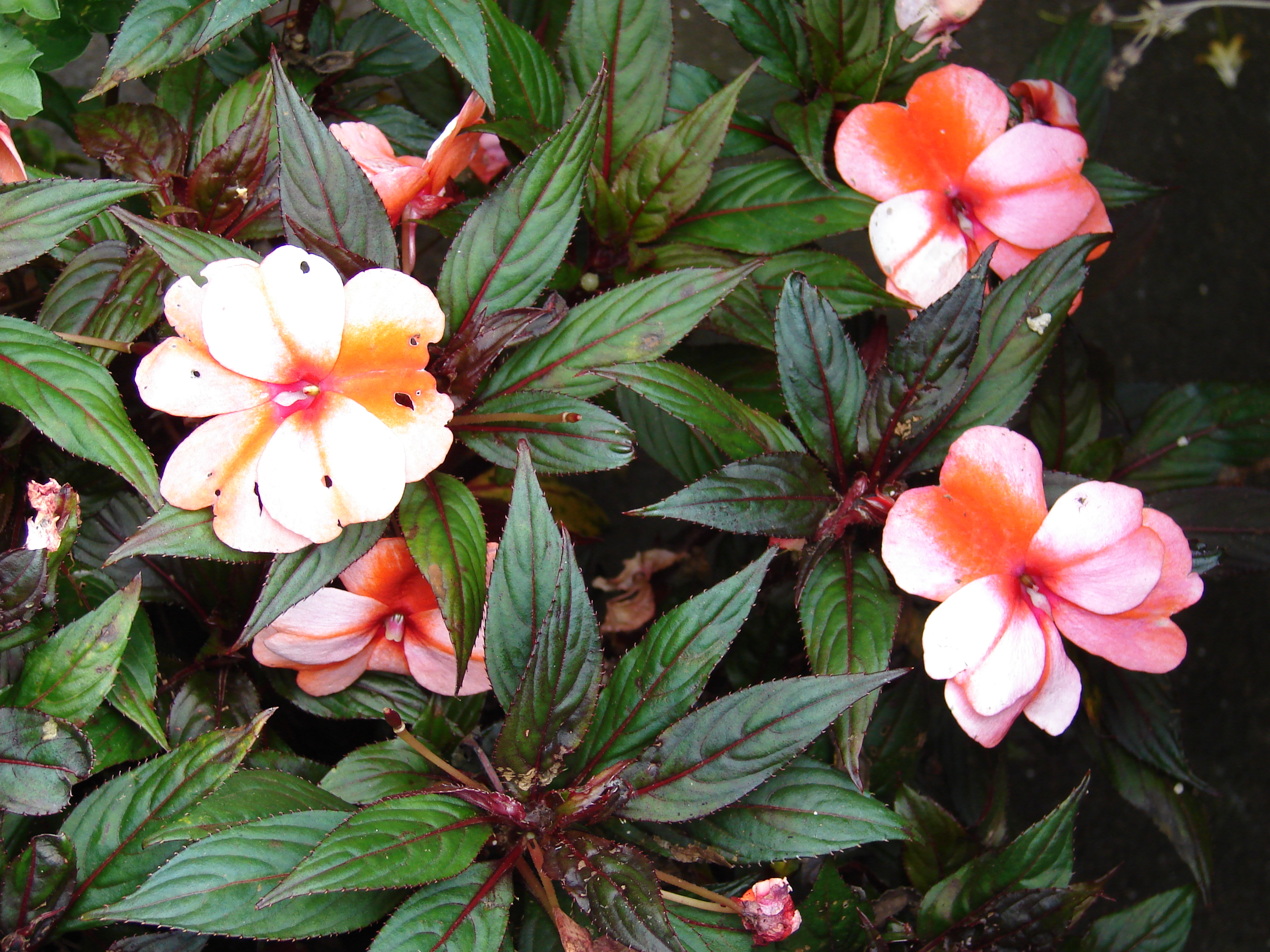
Netýkavka, 'New Guinea' hybrid

Některé druhy, zvláště balzamínka (netýkavka balzamínová, Impatiens balsamina), tzv. New Guinea hybridy (I. hawkeri) a sultánka (netýkavka turecká, I. walleriana) jsou pěstovány jako okrasné rostliny. Z exotických druhů má zajímavé květy např. netýkavka konžská (Impatiens niamniamensis), občas pěstovaná jako zvláštnost ve sklenících botanických zahrad.
Netýkavka malokvětá a netýkavka žláznatá jsou v ČR invazivní druhy. Netýkavka malokvětá se šíří již od konce 19. století z botanických zahrad a zámeckých parků. Vyhledává stinná vlhčí místa a půdy obohacené dusíkem. Netýkavka žláznatá poprvé zplaněla začátkem 20. století, dnes je již zcela zdomácnělá na březích vodních toků.

## Přehled rodů
Hydrocera, Impatiens